# Octavi Vilà i Mayo
Octavi Vilà i Mayo (Tarragona, 1961) és un monjo de l'orde del Cister. Des del 29 de febrer de 2024 és bisbe de Girona, després d'haver ocupat el càrrec d'abat del Monestir de Poblet des de 2015.

## Biografia
Nascut a Tarragona en el si d'una família cristiana, és el darrer de quatre germans. El seu pare treballava a la Caixa de Tarragona i la seva mare. Va estudiar al col·legi de La Salle de Tarragona. Més endavant, es va llicenciar en Geografia i Història a Tarragona i diplomar en Biblioteconomia i Documentació per la Universitat de Barcelona. Va fer el servei militar a València, i un postgrauoves Tecnologies de la Informació per la Universitat Politècnica de Catalunya i en Gestió Cultural per la Universitat Pompeu Fabra. Estudià Filosofia i Teologia a la Facultat de Teologia de Catalunya. Monjo cistercenc de Poblet des del 26 de gener de 2006, va fer la professió temporal el 26 de gener de 2007 i la definitiva el 15 d'agost del 2010. Fou ordenat diaca el 21 d'abril de 2014 pel bisbe d'Urgell, Joan Enric Vives, i prevere l'1 de maig de 2015 per l'arquebisbe de Tarragona, Jaume Pujol i Balcells. El 3 de desembre de 2015 va substituir Josep Alegre i Vilas com a abat de Poblet.
Secretari i vicepresident de l'Arxiu Bibliogràfic de Santes Creus entre 1998 i 2005, ha publicat diversos articles a la premsa, així com treballs d'història.
El 29 de febrer de 2024, el Papa Francesc el va nomenar bisbe de Girona, després de dos anys que el càrrec hagués quedat vacant.
Va ser ordenat bisbe el diumenge 21 d'abril de 2024 a la Catedral de Girona per l'arquebisbe de Tarragona, Joan Planellas i Barnosell, i aquell mateix dia va iniciar el seu ministeri episcopal a la diòcesi.
«Sigues al capdavant per servir» és el seu lema episcopal. És una traducció de l’expressió llatina «præsis ut prosis» de sant Bernat de Claravall. Apareix en el Tractat sobre la Consideració, III. Pel que fa a l’escut heràldic, conté elements de la diòcesi de Girona i de l’orde del Cister, de la qual forma part.
És membre de la Comissió per a la Vida Consagrada de la Conferència Episcopal Espanyola des de juliol de 2024.